# Colobothea discicollis
Colobothea discicollis là một loài bọ cánh cứng trong họ Cerambycidae.